# Марко Пећки
Марко Пећки (Пећ, 1359/60 — после 1411) био је српски средњовековни писац и песник.

## Живот
Рођен у свештеничкој породици, подвизавао се од 1376. или 1377. као духовни син патријарха Јефрема. Хиротонисан за епископа пећке епархије најраније 1390.

### Књижевни рад
Написао два мања списа (Синаксар Герасима и Јефимије, из 1392, са животописом својих родитеља, и Ктиторски запис о цркви светог Георгија, из 1411, за цркву коју је Марко Пећки подигао као своју задужбину), затим Житије светог патријарха Јефрема (1402), и две службе (Служба светом патријарху Јефрему, после 1401, и Служба светом архиепископу Никодиму, после 1390). Савременик Косовске битке и сведок опадања и разарања српске државе, Марко Пећки је у духу косовског циклуса и негујући главне српске култове оживео Јефрема и Никодима као ликове „једне истанчане духовности који стрпљењем, мудрошћу, умним спокојством и благошћу, уз то и чврстином вере и ’вишег знања’, припремају народ за дуга времена искушења“ (Димитрије Богдановић). У складно компонованом житију, са осећањем за пропорцију форме и садржине, без учених цитата и лапидарним начином изражавања, пренесена је атмосфера аутентичног монашког подвижништва, пуна исихастичких мотива XIV века. И службе су писане у истом тону, али као сложена и маштовита химнографска дела, доприносећи учвршћивању култова св. Јефрема и св. Никодима. Нарочито је служба Никодиму била позната и много певана вековима, иако до истраживања Ђ. Сп. Радојичића 1950. није била идентификована као Маркова. Домет Марковог дела, његовога стила и књижевног израза раван је највишим захтевима византијског и српског песништва.
Написао је 1399. године Стиховни пролог за мај, јуни, јули и август који је откривен 2022.

### Превод на савремени српски језик
- Житије светог патријарха Јефрема; Служба светом патријарху Јефрему; Служба светом архиепископу Никодину; Синаксар Герасима и Јефимије; Ктиторски запис о цркви Светог Георгија, у: „Шест писаца ХIV века“, избор, данашња језичка верзија и редакција Димитрије Богдановић, Београд, Просвета, СКЗ, 1986, Стара српска књижевност у 24 књиге, књ. 10.